# Les Frères Couenne
Pour les articles homonymes, voir Couenne.
Les Frères Couenne est un groupe de punk rock français, originaire de Nancy, en Meurthe-et-Moselle. Il est formé en janvier 2005 par Vatlavé Kraspek (Cyril Battaini) et Frankoua Frankoué (François Colson) et dissout en novembre 2006. Formé par d’anciens membres des Amis d’ta femme le groupe a pour slogan « gros, demi-gros, pas de détail ».

## Biographie
En 2003, David Vincent quitte le groupe Les Amis d'ta femme. Les deux autres membres, Kraspek et Frankoué continuent à jouer ensemble mais prennent le nom Les Frères Couenne à partir de 2005. Avec le titre Marilyn et Marilou, ils participent à l’album collectif La Tribu bouffe du ... Gotainer paraissant en 2005 sous la marque Mosaic Music.
Ils produisent un album Jusqu’où s'arrêteront-ils ? (dont le titre est repris d'un sketch de Coluche) chez Wagram.
En tant que parrains de l’association Zaccade, ils se reforment le temps d’un concert lorsque celle-ci organise un festival le 5 mars 2011.